# رابيوسا (أغنية)
رابيوسا (بالإنجليزية: Rabid)‏ (بالعربية: مسعورة) هي أغنية للمغنية الكولومبية شاكيرا من ألبومها التاسع الشمس تشرق، الأغنية من تأليف أرماندو بيريز، إدوارد بيلو، وشاكيرا، وتتوفر الأغنية على لغتين الإنجليزية التي أدتها شاكيرا مع المغني بيتبول، والإسبانية التي أدتها مع المغني الدومينيكي (اإل كاتا).
وبعد إطلاق الأغنية للأسواق تلقت صيحات إيجابية من نقاد الموسيقى، ويري بعضهم أن هذه الأغنية من أقوى الأغاني في ألبوم (Sale el Sol)، وبالخصوص أغنية النسخة الإنجليزية التي تلقت نجاحا تجاريا ضخما في جميع أنحاء العالم، خصوصا وأنها حصلت على المركز العاشر من حيث ترتيب الأغاني في بعض الدول كالبرتغال وإسبانيا، والمركز الأول في بلجيكا، فرنسا، إيطاليا، سويسرا والولايات المتحدة.

## صيغة الأغنية
- نسخة قرص مضغوط:[1] 2:50 - (ريميكس: 3:57)
- النسخة الرقمية على الأنترنت: الإنجليزية: 2:50- الإسبانية: 2:50